# Mercur
De Mercurs zijn een reeks prijzen die sinds 1998 jaarlijks uitgereikt wordt aan de tijdschriftenbranche in Nederland. Er zijn verschillende categorieën, die niet elk jaar hetzelfde zijn. 
- Artdirection van het Jaar
- BeLOFte van het Jaar voor jong talent
- PostNL Mercur Partnership van het Jaar
- Reportage van het Jaar
- Aldipress Mercur Cover van het Jaar
- Hoofdredacteur van het Jaar
- Innovatie van het Jaar
- Magazinemerk van het Jaar

Er is ook een oeuvreprijs, de Mercur d'Or. De prijzen worden in december uitgereikt. De organisatie is in handen van de Magazine Media Associatie (MMA).
De Mercur is een tegenhanger van De Tegel, die wordt uitgereikt voor journalistieke producties.

## Winnaars

### LOF-prijs / Mercur d'Or
De LOF-prijs van het Lucas-Ooms Fonds (LOF) was vernoemd naar twee voormalige directeuren van uitgeverij De Spaarnestad, C.P. Ooms en J.W. Lucas. Het fonds heeft als doel tijdschriften en tijdschriftenjournalistiek te stimuleren. Vanaf 1998 is de naam veranderd in Mercur d'Or.
- 1970: Renate Rubinstein (toen reisjournaliste voor Avenue)
- 1971: Redactie De Tijd
- 1975: Gazette
- 1976: Haagse Post
- 1977: Boekenbijlage Vrij Nederland
- 1978: Margriet
- 1979: Han van de Werken, redactie ARTIS
- 1982: Stichting World Press Photo
- 1983: Libelle
- 1984: Th.J. Martens, redactie Natuur en Techniek
- 1986: Grasduinen
- 1988: Flair
- 1989: Nieuwe Revu
- 1990: KIJK
- 1991: Redactie Vrij Nederland
- 1992: Michel van der Plas, columnist Elsevier
- 1994: Scheherazade, columniste Libelle
- 1996: Panorama
- 1997: De Boerderij

Vanaf 1998 wordt de Mercur d'Or uitgereikt in plaats van de LOF-prijs:
- 1998: Voetbal International
- 1999: Quote
- 2000: Elsevier
- 2001: Rupert van Woerkom, bladenmaker/creatief directeur Telegraaf Tijdschriftengroep
- 2002: Libelle
- 2006: Auke Visser, CEO Sanoma Men's Magazines en voorzitter Groep Publiekstijdschriften NUV
- 2007: Veronica Magazine
- 2008: Cisca Dresselhuys, ex-hoofdredacteur Opzij
- 2009: Jacques de Leeuw, oprichter van AUDAX
- 2010: Vrij Nederland
- 2011: Franska Stuy, hoofdredacteur Libelle
- 2012: Donald Duck
- 2013: Arendo Joustra, hoofdredacteur Elsevier.
- 2014: VT Wonen
- 2015: Jildou van der Bijl (creative director Mood for Magazines en Hoofdredacteur LINDA.)
- 2016: Blendle
- 2017: Luc van Os (CEO Hearst Netherlands)
- 2018: Flow (Sanoma Media)
- 2019: Jaap Biemans– Coverjunkie – Volkskrant Magazine (DPG Media)
- 2020: niet uitgereikt ivm Covid
- 2021: niet uitgereikt ivm Covid

### Belofte van het jaar
De Mercur voor jonge talenten bij magazinemerken.
- 2015: Renee Bijlsma (Libelle) – Sanoma Media Nederland
- 2016: Pieter Zwart (Voetbal International) – WPG Media
- 2017: Emiel Brinkhuis (Winq) – MediaMANsion
- 2018: Onno den Hollander (Quote) - Hearst Netherlands
- 2019: Bret Hartman – (Libelle) - Sanoma Media Nederland
- 2020: Arjun Chadha - (Get Familiar Magazine)
- 2021: Isabelle Udo (founder en creative director VideOrbit). Runners Up: Victor Pak (redacteur Elsevier Weekblad) en Soraya Hadjar (editor at large Complex NL)
- 2022: Lotte Valkenburg - junior designer Knipmode (uitgever New Skool Media).[1] Runner up: Eva Breda (Flair, Libelle en columnist AD).